# Ken Skupski
Ken Skupski (* 9. April 1983 in Liverpool) ist ein britischer Tennisspieler aus England.

## Karriere
Als jüngerer Sportler spielte er vor allem College Tennis in den Vereinigten Staaten, wo er für die Louisiana State University spielte. 2005 war er Doppelfinalist bei den nationalen College-Tennis-Ausscheidungen, sowie zweimaliger Sieger der Southeastern Conference Coaches Indoor Championships. 2007 wurde er schließlich Profi und ist seither vornehmlich als Doppelspezialist bekannt, vor allem die Zusammenarbeit mit dem Landsmann Colin Fleming war sehr erfolgreich. In den Saisonen 2007 und 2008 gewann er insgesamt zehn Doppelbewerbe bei Future-Turnieren.
Seinen Durchbruch erlebte Skupski in der Saison 2009: er gewann nicht nur fünf Turniere auf der ATP Challenger Tour, er konnte sich auch auf der ATP World Tour einen Namen machen. Beim Turnier im Londoner Queen’s Club besiegte er mit Fleming die Weltranglistenersten Bob und Mike Bryan. Im Herbst konnte das Duo dann in Metz den ersten gemeinsamen ATP-Titel feiern, diesen Erfolg wiederholten sie kurz darauf beim Turnier in St. Petersburg, wo sie ebenfalls triumphierten.
Während der Saison 2010 gewann Skupski zwar keine ATP-Turniere, erreichte aber in Eastbourne das Finale, wo er gemeinsam mit Fleming dem polnischen Duo Mariusz Fyrstenberg und Marcin Matkowski unterlag. Zudem gewann er in Jersey (mit Rohan Bopanna) und Nottingham (mit Fleming) zwei Challenger-Turniere. Im Juli erreichte er mit Position 44 auf der Doppelweltrangliste sein bisheriges Career High.
Die Saison 2011 startete erfolgreich. In Bergamo gewann er an der Seite des Dänen Frederik Nielsen ein Challenger-Turnier und im März sein drittes ATP-Turnier: in Marseille konnte er mit Robin Haase die Lokalmatadoren Julien Benneteau und Jo-Wilfried Tsonga bezwingen.

## Erfolge
| Legende (Anzahl der Siege)  |
| Grand Slam                  |
| ATP World Tour Finals       |
| ATP World Tour Masters 1000 |
| ATP World Tour 500 (1)      |
| ATP World Tour 250 (6)      |
| ATP Challenger Tour (33)    |

| ATP-Titel nach Belag |
| Hartplatz (6)        |
| Sand (1)             |
| Rasen (0)            |

### Doppel

#### Turniersiege

##### ATP World Tour
| Nr. | Datum              | Turnier        | Belag         | Partner       | Finalgegner                         | Ergebnis           |
| --- | ------------------ | -------------- | ------------- | ------------- | ----------------------------------- | ------------------ |
| 1.  | 22. September 2009 | Metz           | Hartplatz (i) | Colin Fleming | Arnaud Clément Michaël Llodra       | 2:6, 6:4, [10:5]   |
| 2.  | 1. November 2009   | St. Petersburg | Hartplatz (i) | Colin Fleming | Jérémy Chardy Richard Gasquet       | 2:6, 7:5, [10:4]   |
| 3.  | 20. Februar 2011   | Marseille      | Hartplatz (i) | Robin Haase   | Julien Benneteau Jo-Wilfried Tsonga | 6:3, 6:74, [13:11] |
| 4.  | 11. Februar 2018   | Montpellier    | Hartplatz (i) | Neal Skupski  | Ben McLachlan Hugo Nys              | 7:62, 6:4          |
| 5.  | 28. April 2019     | Budapest       | Sand          | Neal Skupski  | Marcus Daniell Wesley Koolhof       | 6:3, 6:4           |
| 6.  | 20. März 2021      | Acapulco       | Hartplatz     | Neal Skupski  | Marcel Granollers Horacio Zeballos  | 7:63, 6:4          |
| 7.  | 3. Oktober 2021    | Sofia          | Hartplatz (i) | Jonny O’Mara  | Oliver Marach Philipp Oswald        | 6:3, 6:4           |

##### ATP Challenger Tour
| Nr. | Datum              | Turnier                    | Belag         | Partner            | Finalgegner                              | Ergebnis          |
| --- | ------------------ | -------------------------- | ------------- | ------------------ | ---------------------------------------- | ----------------- |
| 1.  | 15. November 2008  | Jersey                     | Hartplatz (i) | Colin Fleming      | Chris Guccione Márcio Torres             | 6:3, 6:2          |
| 2.  | 23. Februar 2009   | Wolfsburg                  | Teppich (i)   | Travis Rettenmaier | Serhij Bubka Alexander Kudrjawzew        | 6:3, 6:4          |
| 3.  | 18. Mai 2009       | Cremona                    | Hartplatz     | Colin Fleming      | Daniele Bracciali Alessandro Motti       | 6:2, 6:1          |
| 4.  | 27. Juli 2009      | Granby                     | Hartplatz     | Colin Fleming      | Amir Hadad Harel Levy                    | 6:3, 7:66         |
| 5.  | 19. Oktober 2009   | Orléans                    | Hartplatz (i) | Colin Fleming      | Sébastien Grosjean Olivier Patience      | 6:1, 6:1          |
| 6.  | 22. März 2010      | Jersey (2)                 | Hartplatz (i) | Rohan Bopanna      | Jonathan Marray Jamie Murray             | 6:2, 1:6, [10:6]  |
| 7.  | 6. Juni 2010       | Nottingham (1)             | Rasen         | Colin Fleming      | Eric Butorac Scott Lipsky                | 7:63, 6:4         |
| 8.  | 13. Februar 2011   | Bergamo (1)                | Hartplatz (i) | Frederik Nielsen   | Michail Jelgin Alexander Kudrjawzew      | kampflos          |
| 9.  | 31. Juli 2011      | Recanati (1)               | Hartplatz (i) | Frederik Nielsen   | Federico Gaio Purav Raja                 | 6:4, 7:5          |
| 10. | 9. Oktober 2011    | Mons                       | Hartplatz (i) | Johan Brunström    | Kenny de Schepper Édouard Roger-Vasselin | 7:64, 6:3         |
| 11. | 19. Februar 2012   | Bergamo (2)                | Hartplatz (i) | Jamie Delgado      | Martin Fischer Philipp Oswald            | 7:5, 7:5          |
| 12. | 13. Mai 2012       | Rom                        | Sand          | Jamie Delgado      | Adrián Menéndez Walter Trusendi          | 6:1, 6:4          |
| 13. | 20. Juli 2013      | Recanati (2)               | Hartplatz     | Neal Skupski       | Gianluigi Quinzi Adelchi Virgili         | 6:4, 6:2          |
| 14. | 3. August 2013     | Segovia                    | Hartplatz     | Neal Skupski       | Michail Jelgin Uladsimir Ihnazik         | 6:3, 6:74, [10:6] |
| 15. | 15. September 2013 | Petingen                   | Hartplatz (i) | Neal Skupski       | Benjamin Becker Tobias Kamke             | 6:3, 6:75, [10:7] |
| 16. | 21. September 2013 | Stettin                    | Sand          | Neal Skupski       | Andrea Arnaboldi Alessandro Giannessi    | 6:4, 1:6, [10:7]  |
| 17. | 20. September 2014 | Izmir                      | Hartplatz     | Neal Skupski       | Malek Jaziri Alexander Kudrjawzew        | 6:1, 6:4          |
| 18. | 8. November 2014   | Bratislava (1)             | Hartplatz (i) | Neal Skupski       | Norbert Gombos Adam Pavlásek             | 6:3, 7:63         |
| 19. | 12. Juni 2015      | Surbiton                   | Rasen         | Neal Skupski       | Marcus Daniell Marcelo Demoliner         | 6:3, 6:4          |
| 20. | 25. Juli 2015      | Recanati (3)               | Hartplatz     | Divij Sharan       | Ilija Bozoljac Flavio Cipolla            | 4:6, 7:63, [10:6] |
| 21. | 11. September 2015 | Saint-Rémy-de-Provence (1) | Hartplatz     | Neal Skupski       | Andrej Martin Igor Zelenay               | 6:4, 6:1          |
| 22. | 13. Februar 2016   | Bergamo (3)                | Hartplatz (i) | Neal Skupski       | Nikola Mektić Antonio Šančić             | 6:3, 7:5          |
| 23. | 28. Februar 2016   | Cherbourg-Octeville        | Hartplatz (i) | Neal Skupski       | Yoshihito Nishioka Aldin Šetkić          | 4:6, 6:3, [10:6]  |
| 24. | 10. September 2016 | Saint-Rémy-de-Provence (2) | Hartplatz     | Neal Skupski       | David O’Hare Joe Salisbury               | 6:75, 6:4, [10:5] |
| 25. | 12. November 2016  | Bratislava (2)             | Hartplatz (i) | Neal Skupski       | Purav Raja Divij Sharan                  | 4:6, 6:3, [10:5]  |
| 26. | 27. Mai 2017       | Mestre                     | Sand          | Neal Skupski       | Julian Knowle Igor Zelenay               | 5:7, 6:4, [10:5]  |
| 27. | 17. Juni 2017      | Nottingham (2)             | Rasen         | Neal Skupski       | Matt Reid John-Patrick Smith             | 7:61, 2:6, [10:7] |
| 28. | 11. November 2017  | Bratislava (3)             | Hartplatz (i) | Neal Skupski       | Sander Arends Antonio Šančić             | 5:7, 6:3, [10:8]  |
| 29. | 4. Februar 2018    | Quimper                    | Hartplatz (i) | Neal Skupski       | Sander Gillé Joran Vliegen               | 6:3, 3:6, [10:7]  |
| 30. | 13. Oktober 2019   | Mouilleron-le-Captif       | Hartplatz (i) | Jonny O’Mara       | Sander Arends David Pel                  | 6:1, 6:4          |
| 31. | 3. November 2019   | Eckental                   | Teppich (i)   | John-Patrick Smith | Sander Arends Roman Jebavý               | 7:62, 6:4         |
| 32. | 12. Juni 2021      | Nottingham (3)             | Rasen         | Matt Reid          | Matthew Ebden John-Patrick Smith         | 4:6, 7:5, [10:6]  |
| 33. | 11. Juni 2022      | Nottingham (4)             | Rasen         | Jonny O’Mara       | Julian Cash Henry Patten                 | 3:6, 6:2, [16:14] |

#### Finalteilnahmen
| Nr. | Datum              | Turnier        | Belag         | Partner         | Finalgegner                            | Ergebnis          |
| --- | ------------------ | -------------- | ------------- | --------------- | -------------------------------------- | ----------------- |
| 1.  | 19. Juni 2010      | Eastbourne (1) | Rasen         | Colin Fleming   | Mariusz Fyrstenberg Marcin Matkowski   | 3:6, 7:5, [8:10]  |
| 2.  | 23. Juni 2012      | Eastbourne (2) | Rasen         | Jamie Delgado   | Colin Fleming Ross Hutchins            | 4:6, 3:6          |
| 3.  | 29. Juli 2012      | Los Angeles    | Hartplatz     | Jamie Delgado   | Xavier Malisse Ruben Bemelmans         | 6:75, 6:4, [7:10] |
| 4.  | 20. Oktober 2013   | Moskau         | Hartplatz (i) | Neal Skupski    | Michail Jelgin Denis Istomin           | 2:6, 6:1, [12:14] |
| 5.  | 13. August 2016    | Los Cabos      | Hartplatz     | Jonathan Erlich | Purav Raja Divij Sharan                | 6:74, 6:73        |
| 6.  | 29. Juni 2018      | Eastbourne (3) | Rasen         | Neal Skupski    | Luke Bambridge Jonny O’Mara            | 5:7, 4:6          |
| 7.  | 23. September 2018 | Metz           | Hartplatz (i) | Neal Skupski    | Nicolas Mahut Édouard Roger-Vasselin   | 1:6, 5:7          |
| 8.  | 24. Februar 2019   | Delray Beach   | Hartplatz     | Neal Skupski    | Bob Bryan Mike Bryan                   | 6:75, 4:6         |
| 9.  | 14. April 2019     | Houston        | Sand          | Neal Skupski    | Santiago González Aisam-ul-Haq Qureshi | 6:3, 4:6, [6:10]  |
| 10. | 25. Mai 2019       | Lyon           | Sand          | Neal Skupski    | Ivan Dodig Édouard Roger-Vasselin      | 4:6, 3:6          |